# Onthophagus variegranosus
Onthophagus variegranosus là một loài bọ cánh cứng trong họ Bọ hung (Scarabaeidae).